# Steinkiste von Nästegården
Die restaurierte Steinkiste von Nästegården liegt zwischen dem Göteborgsvägen und der Bahnlinie im Westen von Falköping in der Provinz Västergötland in Schweden. Die Anlage entstand zwischen 3500 und 2800 v. Chr. als Großsteingrab der Trichterbecherkultur (TBK).
Sie befindet sich in einem mit Steinen von 0,2–0,4 m Durchmesser bedeckten Hügel von etwa 7,0 m Durchmesser und 0,4–0,5 m Höhe. Die kleine Steinkiste aus Kalkstein misst innen etwa 2,2 × 0,62 m. Die langen Seitenplatten sind etwa 2,8 m lang, 0,4 m breit und 0,1 dick. Die kurzen Seitenplatten fehlen. Der einzige erhaltene Deckstein ist 0,8 m lang und breit und 0,1 m dick.